# Антоніо Старабба
Антоніо Старабба, маркіз ді Рудіні (італ. Antonio Starabba; 16 квітня 1839 — 6 серпня 1908) — італійський державний і політичний діяч, двічі очолював італійський уряд.

## Кар'єра
1866 року обіймав посаду мера в Палермо, коли там спалахнуло протиурядове повстання, підбурене клерикалами та прибічниками Бурбонської династії. Після придушення заворушень, під час якого Старабба виявив значну активність, він отримав пост префекта спочатку Палермо, а потім Неаполя.
Наприкінці 1869 року очолив міністерство внутрішніх справ у кабінеті Луїджі Федеріко Менабреа, втім уже за кілька тижнів був змушений вийти у відставку, не домігшись підтримки парламентарів.
За результатами виборів 1890 року Антоніо став одним з найвпливовіших керівників правої фракції й зажадав від Кріспі поступок. Останній відповів відмовою, втім втратив більшість у паралемнті, після чого створив новий кабінет, в якому залишив за собою пост міністра закордонних справ.
Його уряд ставив собі на меті розробку бездефіцитного бюджету, без подальшого обтяження платників податків. Одночасно Старабба обіцяв підтримувати укладені з іноземними державами союзи, а щодо Франції — розсіяти підозри, недовіру й непорозуміння. Тих обіцянок Антоніо Старабба не дотримався: у зовнішній політиці він залишився таким самим прибічником троїстого союзу, як і Кріспі, а влітку 1891 року поновив союзну угоду ще до завершення терміну її дії. Відносини з Францією залишались прохолодними, а фінансові справи через масштабний процес озброєння перебували у скрутному становищі. В травні 1892 року Старабба був змушений вийти у відставку, після чого боровся як із кабінетом Джолітті, так і з урядом Кріспі.
В березні 1896 року, після падіння кабінету Кріспі, спричиненого поразкою італійських військ в Абіссинії, Старабба вдруге очолив уряд, одночасно обіймаючи посаду міністра закордонних справ.